# Erica benguelensis
Erica benguelensis är en ljungväxtart som först beskrevs av Friedrich Welwitsch och Adolf Engler, och fick sitt nu gällande namn av E.G.H. Oliver. Erica benguelensis ingår i släktet klockljungssläktet, och familjen ljungväxter. Utöver nominatformen finns också underarten E. b. albescens.